# مدن خالدة:أطفال النيل
مدن خالدة:أطفال النيل(بالإنجليزية: Immortal Cities: Children of the Nile)‏هي لعبة من نوع بناء مدن، صدرت في 2/1/2005 على منصة مايكروسوفت ويندوز.